# Éric Berthou

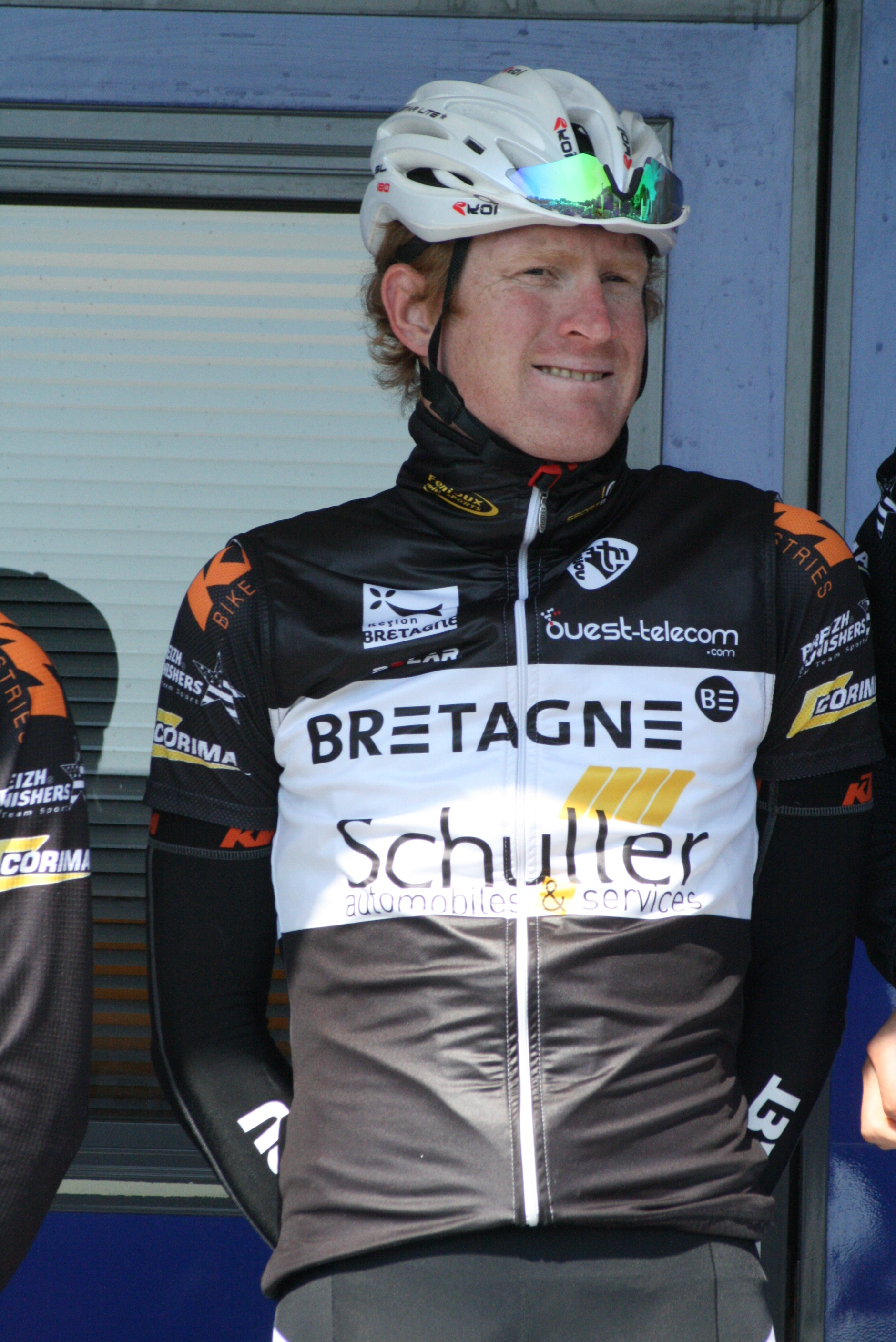
Éric Berthou bei den Vier Tagen von Dünkirchen 2011

Éric Berthou (* 23. Januar 1980 in Brest) ist ein ehemaliger französischer Radrennfahrer.
Eric Berthou begann seine Karriere 2003 bei dem Radsportteam Barloworld. 2004 wechselte er dann zu der französischen Mannschaft R.A.G.T. Semences. Dort konnte er auf einer Etappe bei Paris–Corrèze 2004 seinen ersten internationalen Eliteerfolg feiern. Nach zwei Jahren wechselte er zum ProTeam Caisse d’Epargne-Illes Balears, wo zwei Jahre blieb und für das er den Giro d’Italia 2007 bestritt und auf Platz 89 beendete.
Ende der Saison 2013 beendete er seine Karriere als Berufsradfahrer.

## Erfolge
2004
- eine Etappe Paris–Corrèze

2011
- eine Etappe Boucles de la Mayenne

2012
- Val d’Ille U Classic 35
- eine Etappe und Punktewertung Tour de Bretagne

## Teams
- 2003 Barloworld
- 2004 R.A.G.T. Semences-MG Rover
- 2005 R.A.G.T. Semences
- 2006 Caisse d’Epargne-Illes Balears
- 2007 Caisse d’Epargne
- 2008 Crédit Agricole
- 2009 CarmioOro-A Style
- 2010 CarmioOro NGC
- 2011 Bretagne-Schuller
- 2012 Bretagne-Schuller
- 2013 Team Raleigh

## Persönliches
Dion hat eine Ausbildung im Managementbereich absolviert. Er begann mit dem Radsport beim Verein UC Gien Sport.